# Кастаньял (микрорегион)

Кастаньял на карте.

Кастаньял (порт. Microrregião de Castanhal) — микрорегион в Бразилии, входит в штат Пара. Составная часть мезорегиона Агломерация Белен. Население составляет 295 021 человек (на 2010 год). Площадь — 3760,793 км². Плотность населения — 78,45 чел./км².

## Демография
Согласно сведениям, собранным в ходе переписи 2010 г. Национальным институтом географии и статистики (IBGE), население микрорегиона составляет:
| Полное население                             | Полное население                             | Полное население                             | Полное население                             | 295 021 |
| -------------------------------------------- | -------------------------------------------- | -------------------------------------------- | -------------------------------------------- | ------- |
| в том числе:                                 | Городское население                          | 222 119                                      | Процент городского населения, %              | 75,29   |
|                                              | Сельское население                           | 72 902                                       | Процент сельского населения, %               | 24,71   |
|                                              | Мужское население                            | 147 570                                      | Процент мужского населения, %                | 50,02   |
|                                              | Женское население                            | 147 451                                      | Процент женского населения, %                | 49,98   |
| Плотность населения, чел/км²                 | Плотность населения, чел/км²                 | Плотность населения, чел/км²                 | Плотность населения, чел/км²                 | 78,45   |
| Население микрорегиона в % к населению штата | Население микрорегиона в % к населению штата | Население микрорегиона в % к населению штата | Население микрорегиона в % к населению штата | 3,89    |

## Статистика
- Валовой внутренний продукт на 2003 год составляет 679 251 719,00 реалов (данные: Бразильский институт географии и статистики).
- Валовой внутренний продукт на душу населения на 2003 год составляет 2742,87 реалов (данные: Бразильский институт географии и статистики).
- Индекс развития человеческого потенциала на 2000 год составляет 0,726 (данные: Программа развития ООН).

## Состав микрорегиона
В составе микрорегиона включены следующие муниципалитеты:
1. Бужару
2. Кастаньял
3. Иньянгапи
4. Санта-Изабел-ду-Пара
5. Санту-Антониу-ду-Тауа